# 霍爾斯角
54°17′S 36°30′W / 54.283°S 36.500°W
霍爾斯角（英語：Horse Head），是南極洲的海岬，位於南喬治亞群島，處於企鵝河終點以北0.6公里，海拔高度10米，由挪威探險隊測量，由英國海外領土管轄。